# Flughafen Lukla

i7
i11
i13
Der Flughafen Lukla (Nepali तेन्जिङ हिलारी विमानस्थल, IATA-Code: LUA, ICAO-Code: VNLK, offiziell: Tenzing-Hillary Airport) in Lukla ist ein Flugplatz für STOL-Flugzeuge in Nepal. Er ist in einem halbstündigen Flug von Kathmandu aus erreichbar und dient heute den meisten Touristen, die die Everest-Region bereisen, als Ausgangspunkt vor allem für den Mount Everest Trek.

## Geschichte
Die Start- und Landebahn wurde 1964 unter der Aufsicht von Edmund Hillary von örtlichen Sherpas für 2650 US-Dollar erbaut. Erst im Jahr 2001 begannen die Arbeiten zur Asphaltierung der Schotterpiste, dem Bau eines Abfertigungsgebäudes sowie eines neuen Towers. Im Februar 2008 beschloss die nepalesische Regierung, den Flughafen nach Tenzing Norgay und Edmund Hillary, der im Januar 2008 verstorben war, künftig als Tenzing-Hillary Airport zu bezeichnen.

## Flugplatz

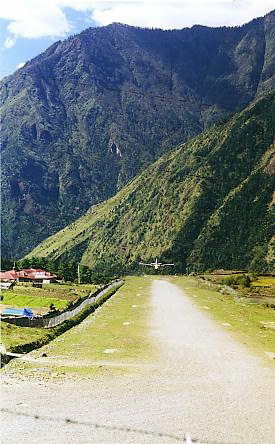
Flugzeug bei der Landung in Lukla auf nicht asphaltierter Piste (1999)

Der Flug ersetzt eine einwöchige Anreise zu Fuß von Jiri aus, ansonsten ist die Khumbu-Region nur per Hubschrauber bzw. per Flugzeug erreichbar.
Der Flugplatz wird in Abhängigkeit von Wetter- und Sichtbedingungen mehrfach am Tag von Kathmandu aus bedient. Die Hangneigung der 527 m langen Landebahn beträgt rund 12 %, und es kann nur bergwärts gelandet und talwärts gestartet werden. Das Ende der Startbahn bricht abrupt etwa 600 m tief zum Dudh Kosi ab. Flugplätze mit derartigen Charakteristika sind in Frankreich als Altiport definiert, häufig wird der Begriff auch auf den Flugplatz Lukla übertragen. Diese Gegebenheit macht Starts und Landungen zu einem Erlebnis und den Flugplatz zu einem der weltweit gefährlichsten Plätze. Obwohl es nur eine Start- und Landebahn gibt, erfolgen Starts und Landungen in entgegengesetzter Richtung mitunter im Abstand von wenigen Minuten, wobei das gestartete Flugzeug im Dudh-Kosi-Tal auf einer tieferen Flughöhe bleibt und so dem gleichzeitig im Landeanflug befindlichen Flugzeug mit etwas Höhenabstand in Gegenrichtung begegnet.
Mit einer täglichen Abfertigung von über 50 Flügen ist Lukla in der Hochsaison der meistfrequentierte Inlandsflughafen in Nepal. Die Fluggesellschaften und Piloten stehen bei der Abwicklung unter großem Zeitdruck, da einerseits oft große Staus am Flughafen Kathmandu und in Lukla mit mehrtägigen Wartezeiten entstehen, andererseits nachmittags auch bei prinzipiell gutem Wetter Lukla aufgrund der Berg- und Talwind-Zirkulation oft eintrübt. Sofern der Flughafen Lukla gesperrt ist, wird gelegentlich der etwa 23 Kilometer südwestlich gelegene, behelfsmäßige Flughafen Phaplu als Zwischenstation benutzt, von dem bei Wetteraufklarung entsprechend schnell weiter nach Lukla geflogen werden kann. Phaplu wird zumeist mit einmotorigen Pilatus PC-6 angeflogen. Zum Flug nach Lukla werden von den Fluggesellschaften vor allem die STOL-Flugzeuge de Havilland Canada DHC-6 (Twin Otter) und Dornier 228 verwendet.
Seit dem Unfall vom 8. Oktober 2008, der auf schlechte Sicht zurückzuführen war, wird etwas vorsichtiger verfahren. Das wiederum führte dazu, dass beispielsweise im November 2011 ungefähr 2500 Touristen in Lukla wegen des schlechten Flugwetters festsaßen.

## Fluggesellschaften
Der Tenzing Hillary Airport wird von folgenden Fluggesellschaften angeflogen:
- Tara Air
- Yeti Airlines
- Guna Airlines
- Simrik Airlines
- Sita Air
- Makalu Air
- Summit Air
- Shree Airlines
- Nepal Airlines

## Verkehrszahlen
| Jahr | Passagieraufkommen | Passagieraufkommen | Frachtaufkommen in Kilogramm | Frachtaufkommen in Kilogramm | Flugbewegungen | Flugbewegungen |
| ---- | ------------------ | ------------------ | ---------------------------- | ---------------------------- | -------------- | -------------- |
| 2003 | 70.959             | –                  | 1.203.000                    | –                            | 8.616          | –              |
| 2004 | 71.422             | +0,7 %             | 1.672.606                    | +39,0 %                      | 7.892          | −8,4 %         |
| 2005 | 53.943             | −24,5 %            | 1.271.297                    | −24,0 %                      | 7.377          | −6,5 %         |
| 2006 | 61.992             | +14,9 %            | 1.771.811                    | +39,4 %                      | 8.800          | +19,3 %        |
| 2007 | 80.733             | +30,2 %            | 2.445.792                    | +38,0 %                      | 10.969         | +24,6 %        |
| 2008 | 92.172             | +14,1 %            | 2.739.491                    | +12,0 %                      | 12.219         | +11,4 %        |
| 2009 | 88.881             | −3,6 %             | 2.592.159                    | −5,4 %                       | 12.300         | +0,7 %         |
| 2010 | 92.011             | +3,5 %             | 2.188.763                    | −15,6 %                      | 14.880         | +21,0 %        |
| 2011 | 93.292             | +1,4 %             | 2.973.816                    | +35,9 %                      | 15.408         | +3,5 %         |

## Zwischenfälle

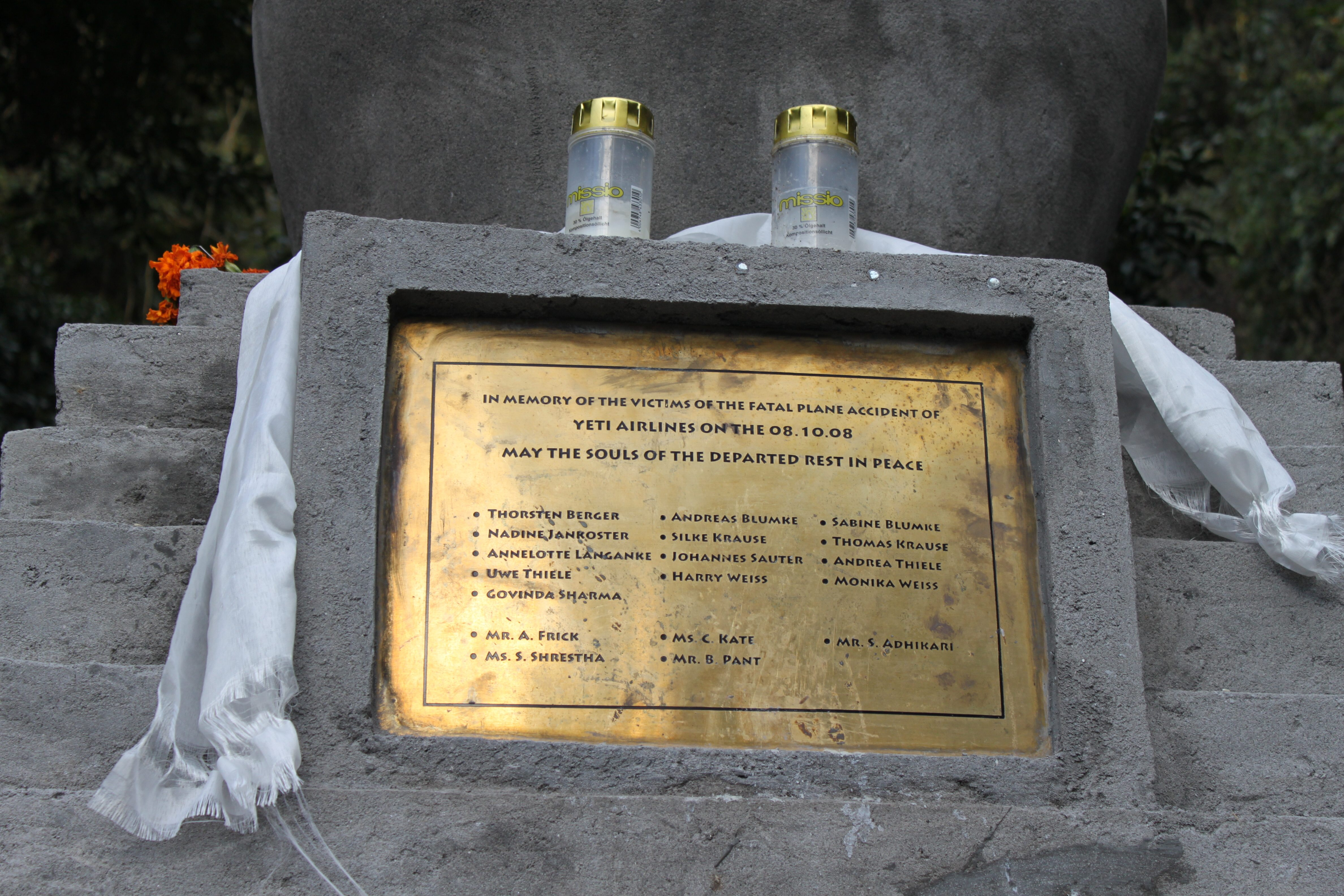
Gedenktafel am westlichen Ortsausgang von Lukla für das bisher schwerste Unglück am 8. Oktober 2008 (Yeti-Airlines-Flug 103)

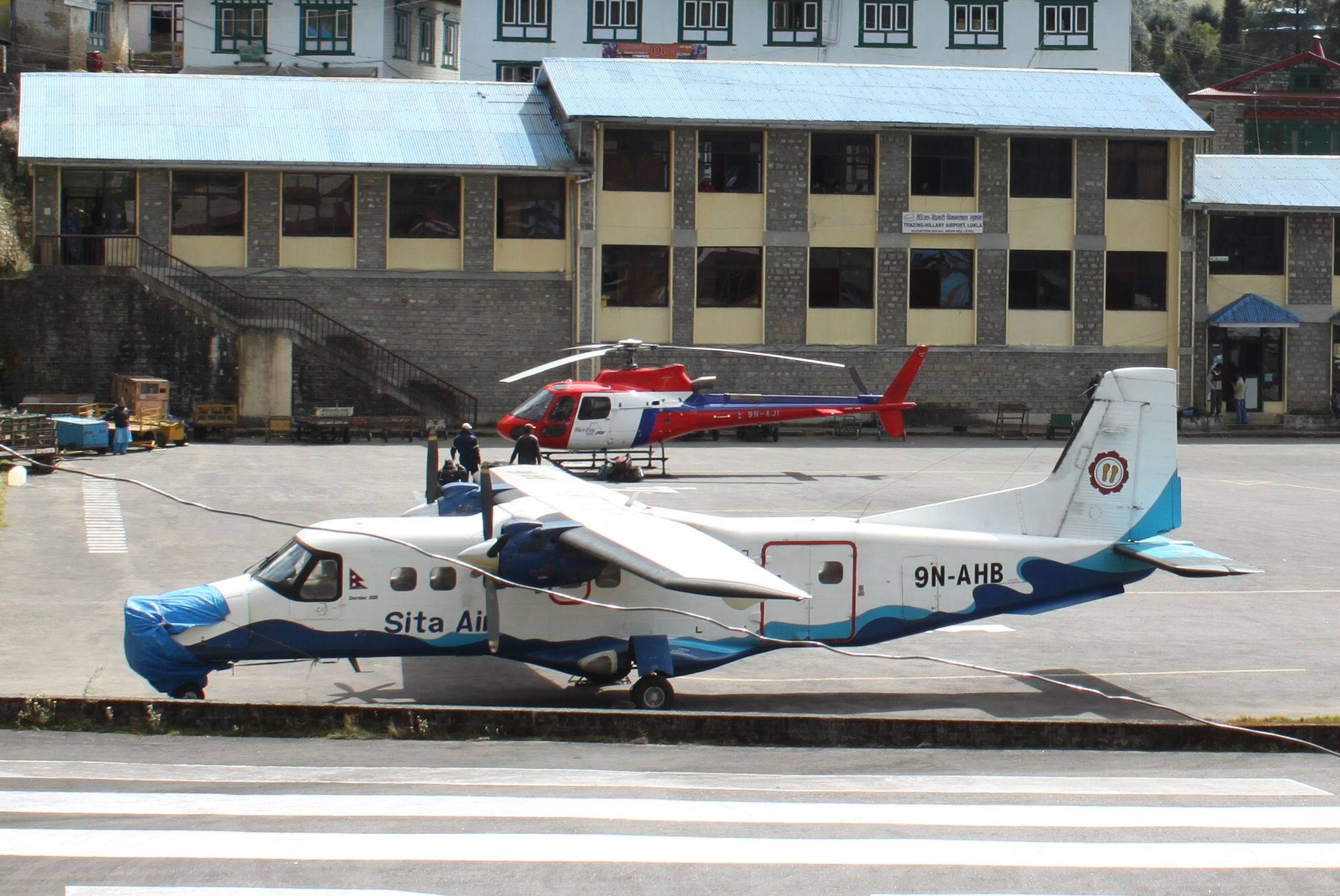
Unfallmaschine vom 12. Oktober 2010 nach dem Aufprall an der Endmauer der Landepiste

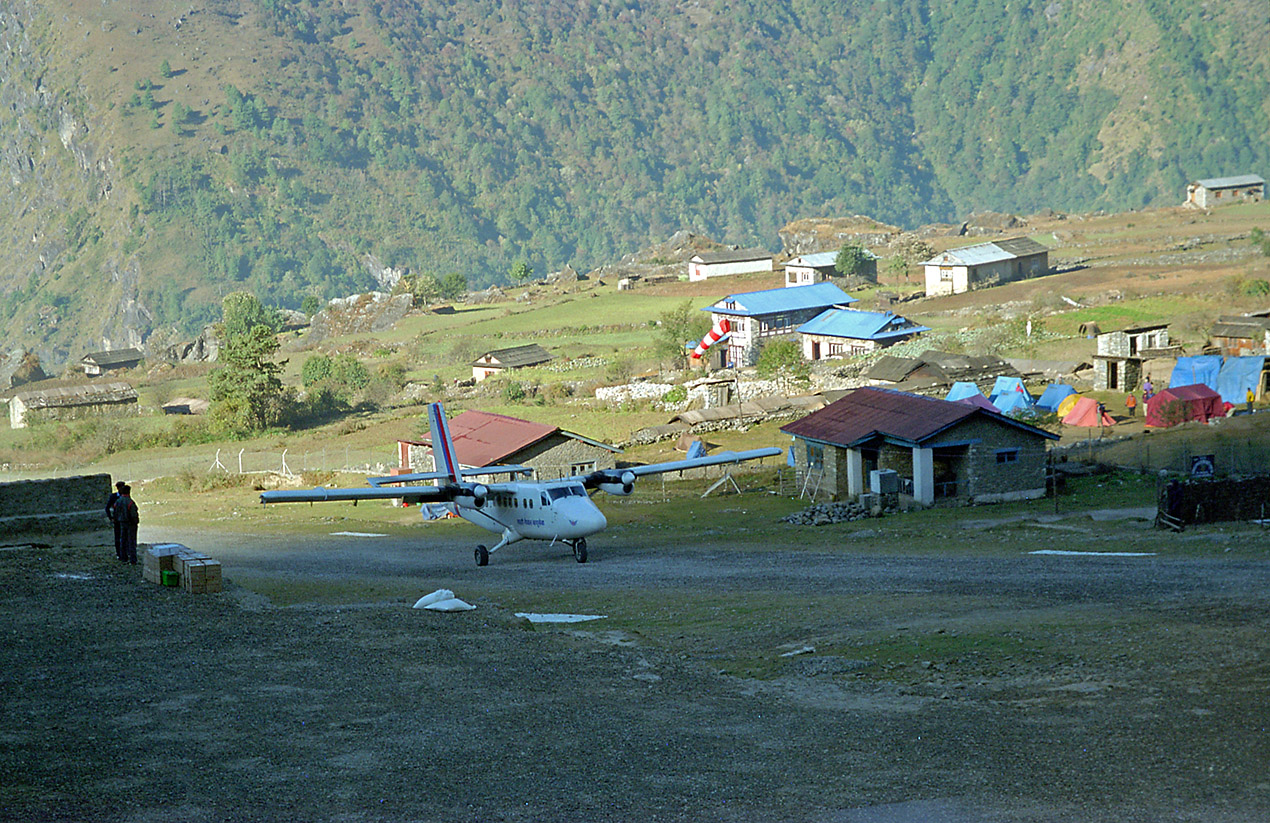
Tenzing-Hillary Airport Schotterpiste (1999)

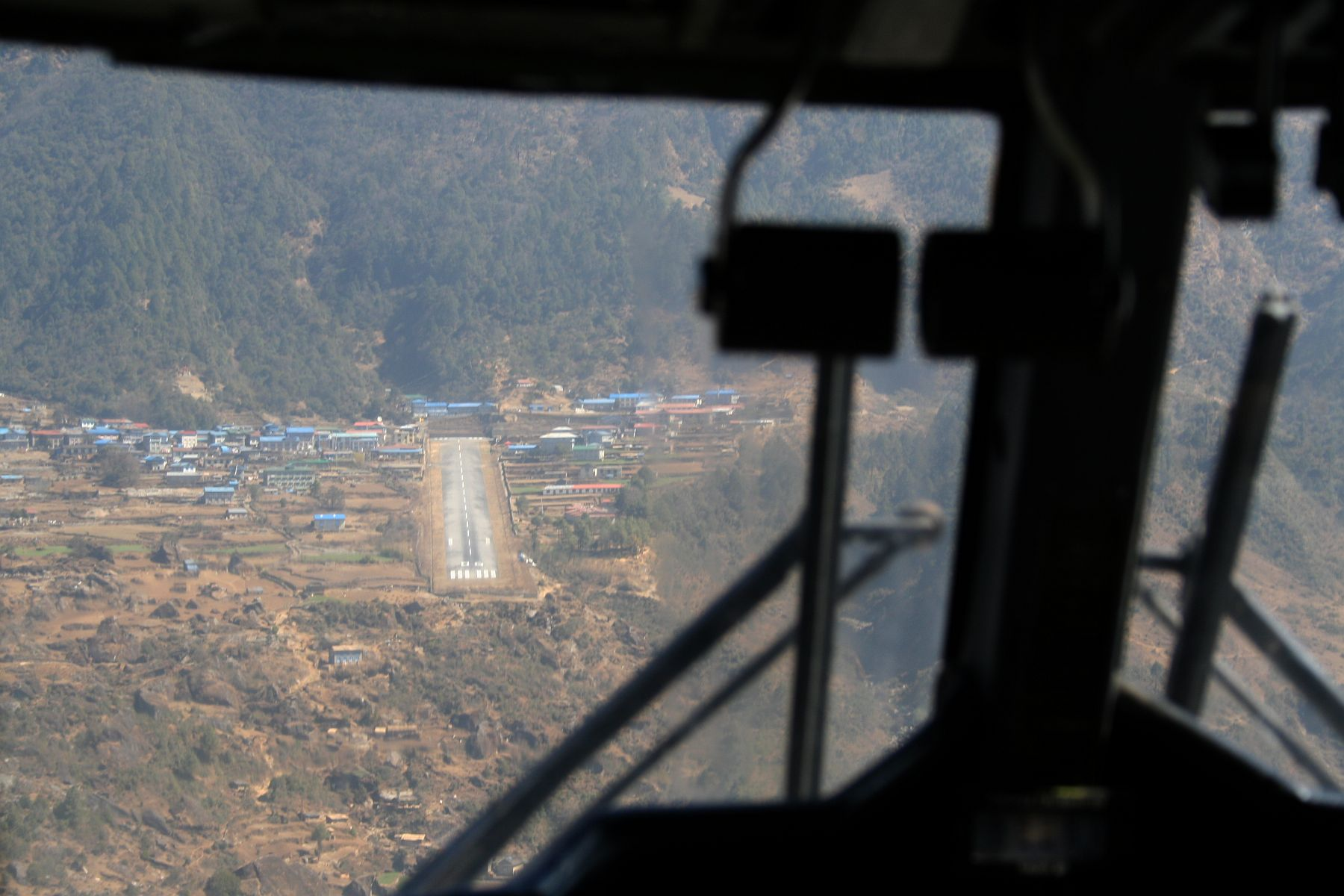
Twin Otter im Anflug (2006)

- 15. Oktober 1973 – Eine De Havilland Canada DHC-6 Twin Otter (Luftfahrzeugkennzeichen 9N-ABG) der Royal Nepal Airlines wurde bei der Landung zerstört. Die drei Besatzungsmitglieder und drei Passagiere blieben unverletzt.[8]

- 9. Juni 1991 – Eine De Havilland Canada DHC-6 „Twin Otter“ (9N-ABA) der Royal Nepal Airlines stürzte nach einem Flug von Kathmandu bei der Landung in Lukla nach einem instabilen Anflug unter schlechten Wetterbedingungen ab. Alle Insassen (3 Besatzungsmitglieder, 14 Passagiere) überlebten.[9]

- Am 26. September 1992 platzte an einer Harbin Yunshuji Y-12-II (9N-ACI) der Royal Nepal Airlines mit 14 Personen an Bord beim Start der Bugradreifen. Das Bugfahrwerk brach, die Maschine kollidierte außerhalb der Startbahn mit einem Damm, wurde schwer beschädigt und musste abgeschrieben werden. Alle Insassen (2 Besatzungsmitglieder, 12 Passagiere) überlebten.[10]

- 25. Mai 2004 – Eine De Havilland Canada DHC-6 Twin Otter der Yeti Airlines (9N-AFD) stürzte beim Flug von Kathmandu nach Lukla in dichten Wolken am Lamjura-Pass westlich von Lukla ab. Alle drei Besatzungsmitglieder wurden getötet; Passagiere waren nicht an Bord.[11]

- Am 1. Oktober 2004 brach das Bugfahrwerk einer Dornier 228 der Sita Air auf dem Flughafen Lukla ein und die Maschine wurde schwer beschädigt. Sie kam am Ende der ca. 530 m langen Landebahn zum Stehen. Der Zwischenfall bewirkte, dass der Flughafen für zwei Tage geschlossen wurde, da die Maschine geborgen werden musste. Es gab weder Schwerverletzte noch Tote.[12]

- Am 30. Juni 2005 geriet eine Dornier 228-200 der nepalesischen Gorkha Airlines (9N-AEO) bei der Landung auf dem Flughafen Lukla von der Landebahn ab. Das Flugzeug wurde so schwer beschädigt, dass es abgeschrieben werden musste. Die zwölf Insassen (neun Passagiere und drei Besatzungsmitglieder) überlebten, wurden aber leicht verletzt.[13]

- 8. Oktober 2008 – Yeti-Airlines-Flug 103: Eine De Havilland Canada DHC-6 Twin Otter (9N-AFE) der Yeti Airlines stürzte mit 19 Personen an Bord beim Anflug auf den Flughafen ab. Dabei kamen nach Angaben der Behörden 18 Menschen ums Leben, lediglich der Kapitän überlebte das Unglück.[14][15][16]

- 12. Oktober 2010 – Eine Dornier 228 der Sita Air (9N-AHB) konnte wegen Bremsproblemen nicht rechtzeitig stoppen und prallte am Ende der Landebahn gegen eine Mauer. Die Nase der Maschine wurde stark beschädigt. Die 11 Passagiere und 3 Crewmitglieder blieben unverletzt. Dasselbe Flugzeug verunglückte am 1. Juni 2013 bei der Landung in Simikot.[17]

- Am 27. Mai 2017 kam es zu einem missglückten Landeversuch eines Frachtflugzeugs des Typs Let L-410 (9N-AKY) der nepalesischen Summit Air mit drei Personen an Bord auf dem Flughafen Lukla. Aufgrund eines Strömungsabrisses war die Maschine mit Bäumen kollidiert und kurz vor der Landebahn in einen Erdwall ins ansteigende Gelände gestürzt. Kapitän und Kopilot wurden tödlich verletzt, die dritte Person überlebte den Unfall. Der Frachtflug war in Kathmandu gestartet (siehe auch Summit-Air-Flug 409).[18][19]

- Am 14. April 2019 kam eine LET L-410[20] der Fluggesellschaft Summit Air (9N-AMH) beim Abheben von der Startbahn ab und prallte gegen zwei Hubschrauber. Diese parkten etwa 30 bis 50 Meter von der Startbahn entfernt. Dabei starben der Co-Pilot des Flugzeugs sowie ein am Flughafen stationierter Polizist an der Unfallstelle, ein weiterer Polizist verstarb kurz darauf im Krankenhaus Kathmandu (siehe auch Summit-Air-Flug 802D).[21][22][23]

## Anekdoten
Es heißt, Edmund Hillary sei beim Bau der ursprünglichen Landepiste mit der Bodenfestigkeit unzufrieden gewesen. Daraufhin habe er all seine Sherpas dazu gebracht, auf dem Gelände einen zweitägigen Festtanz durchzuführen. Anschließend sei der Boden durch das Stampfen der Tänzer ausreichend fest gewesen.